# Liste des chansons de Florent Pagny

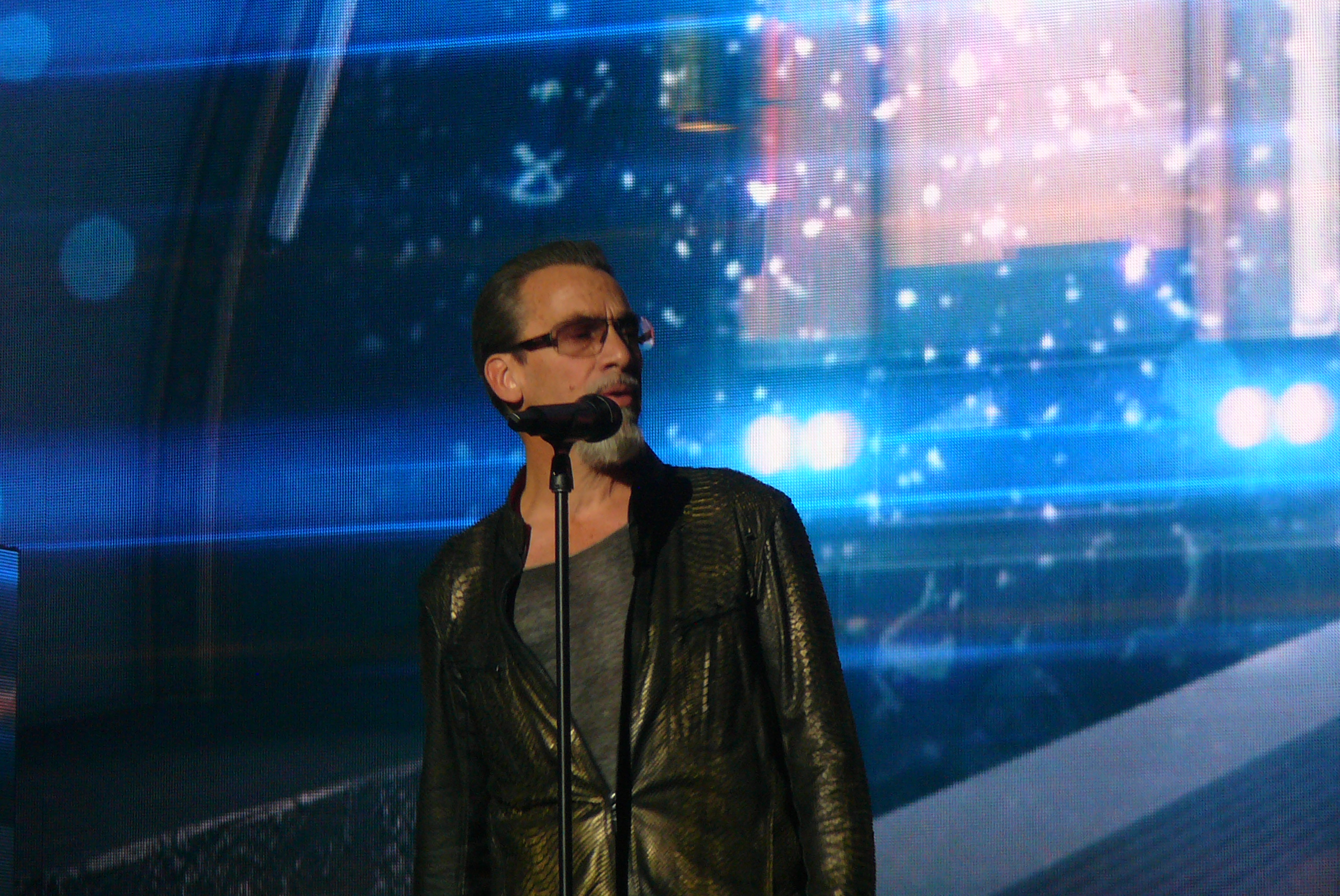
Florent Pagny en 2017 à Forest National.

Une chanson de Florent Pagny est une chanson interprétée, enregistrée par cet artiste et commercialisée sur support physique (vinyle, CD, cassette, DVD, Blu-ray) ou sur une plate-forme de téléchargement. 
Voici la liste détaillée des chansons de Florent Pagny. La liste est présentée par ordre alphabétique du premier mot significatif, avec l'année de la première commercialisation de la chanson, l'album studio (ou, à défaut, le 45 tours, l'album live, le coffret ou le DVD) sur lequel apparaît la chanson pour la première fois et leur(s) auteur(s) et compositeur(s). 
- Haut – A
- B
- C
- D
- E
- F
- G
- H
- I
- J
- K
- L
- M
- N
- O
- P
- Q
- R
- S
- T
- U
- V
- W
- X
- Y
- Z
- 0-9

## 0-9
| Titre        | Année | Première parution     | Paroles            | Musique     | Note                                                                          |
| ------------ | ----- | --------------------- | ------------------ | ----------- | ----------------------------------------------------------------------------- |
| 20 ans       | 2013  | Born Rocker Tour      | Christophe Miossec | David Ford  | en duo avec Johnny Hallyday (en public) interprète original : Johnny Hallyday |
| 20 ans       | 2018  | Tout simplement       | Léo Ferré          | Léo Ferré   | interprète original : Léo Ferré                                               |
| 8e merveille | 2010  | Tout et son contraire | Élodie Hesme       | John Mamann |                                                                               |

## A
| Titre                       | Année | Première parution                     | Paroles                         | Musique                       | Note |
| --------------------------- | ----- | ------------------------------------- | ------------------------------- | ----------------------------- | --- |
| À bicyclette                | 2011  | Ma liberté de chanter - Live acoustic | René Alquier - Bourvil          | Étienne Lorin                 | en public Florent Pagny reprend en réalité la chanson d'Yves Montand La Bicyclette écrite par Francis Lai et Pierre Barouh. La pochette du CD original crédite par erreur la chanson À bicyclette de Bourvil et ses auteurs |
| A la Huella a la huella     | 2012  | Baryton. Gracias a la vida            | Félix Luna                      | Ariel Ramírez                 | reprise d'un chant de Noël |
| À tout peser à bien choisir | 2006  | Abracadabra                           | Patrice Guirao                  | Bertrand Soulier - Léopold    | |
| Abracadabra                 | 2006  | Abracadabra                           | Emmanuelle Cosso - Nat Alhister | Ben Ricour                    | |
| Âge de raison (L')          | 2017  | Le Présent d'abord                    | Maître Gims - Lionel Florence   | Maître Gims - Dany Synthé     | |
| Agua salada                 | 2016  | Habana                                | Raul Paz                        | Raul Paz                      | |
| Aigle noir (L')             | 1998  | Florent Pagny en concert              | Barbara                         | Barbara                       | en public interprète original : Barbara |
| Ailleurs land               | 2003  | Ailleurs land                         | Pierre-Yves Lebert              | Pascal Obispo                 | |
| Aime la vie                 | 2019  | Aime la vie                           | Mathias Giunta                  | Manu Martin                   | |
| Air du temps (L')           | 2000  | Châtelet les Halles                   | Lionel Florence                 | Calogero Bros                 | réenregistrée en 2001, en duo avec Cécilia Cara pour l'album 2 |
| Alfonsina y el mar          | 2012  | Baryton. Gracias a la vida            | Félix Luna                      | Ariel Ramírez                 | interprète original : Mercedes Sosa |
| Amar y amar                 | 2009  | C'est comme ça                        | Fernando Osorio                 | Juan Carlos Pérez-Soto        | |
| Ami (Un)                    | 2007  | Les Duos de Marc                      | Marc Lavoine                    | Pascal Rodde                  | en duo avec Marc Lavoine |
| Amsterdam                   | 1996  | La Fête du disque 1996 - le collector | Jacques Brel                    | Jacques Brel                  | interprète original : Jacques Brel |
| Años (Los)                  | 2012  | Baryton. Gracias a la vida            | Pablo Milanes Arias             | Pablo Milanes Arias           | |
| Antisocial                  | 1999  | RéCréation                            | Bernie Bonvoisin                | Norbert Krief                 | interprète original : Trust |
| Après l'amour               | 2010  | Tout et son contraire                 | Marie Bastide                   | Calogero - Jérôme Bardon-Lewy | |
| Après nous                  | 2013  | Vieillir avec toi                     | Lionel Florence                 | Calogero - Gioacchino Maurici | |
| Arbres se souviennent (Les) | 2021  | L'Avenir                              | Paul École                      | Calogero - Gioacchino Maurici | |
| Are you my friend           | 2003  | Inside my soul                        | Cunnie Williams                 | Cunnie Williams               | en duo avec Cunnie Williams |
| Au suivant                  | 2007  | Pagny chante Brel                     | Jacques Brel                    | Jacques Brel                  | interprète original : Jacques Brel |
| Aux armes et cætera         | 2011  | Ma liberté de chanter (DVD)           | Serge Gainsbourg                | Serge Gainsbourg              | existe uniquement en vidéo, extrait de Sacrée Soirée (1990) interprète original : Serge Gainsbourg |
| Avec un peu d'avance        | 2019  | Aime la vie                           | Mathias Giunta                  | Manu Martin                   | |
| Avenir (L')                 | 2021  | L'Avenir                              | Serge Lama                      | Calogero                      | |
| Aveugles du pouvoir         | 1992  | Réaliste                              | Florent Pagny                   | Florent Pagny                 | |

## B
| Titre                            | Année | Première parution                 | Paroles                                  | Musique                         | Note |
| -------------------------------- | ----- | --------------------------------- | ---------------------------------------- | ------------------------------- | --- |
| Ballade pour un fou (Loco, loco) | 2019  | Duos                              | Horacio Ferrer (Adapt. Étienne Roda-Gil) | Astor Piazzolla                 | en duo avec Julien Clerc interprète original : Julien Clerc                                                  |
| Banlieue nord                    | 1993  | Les Enfoirés chantent Starmania   | Luc Plamondon                            | Michel Berger                   | en duo avec Smaïn (en public) interprète original : Daniel Balavoine                                         |
| Beauté du doute (La)             | 2017  | Le Présent d'abord                | Nazim Khaled                             | Dany Synthé - Nazim Khaled      | |
| Belle                            | 2014  | A Musical Affair (French version) | Luc Plamondon                            | Richard Cocciante               | en duo avec Il Divo interprètes originaux : Garou, Daniel Lavoie et Patrick Fiori                            |
| Belle-Île-en-Mer                 | 1995  | Les Enfoirés à l'Opéra-Comique    | Alain Souchon                            | Laurent Voulzy                  | en duo avec Véronique Sanson (en public) interprète original : Laurent Voulzy                                |
| Bien sûr qu'il n'y a rien à dire | 1992  | Réaliste                          | Florent Pagny                            | Serge Ubrette                   | |
| Bienvenue chez moi               | 1995  | Bienvenue chez moi                | Erick Benzi                              | Erick Benzi                     | |
| Blues (Le)                       | 1994  | Rester vrai                       | Jacques Veneruso                         | Jacques Veneruso                | |
| Boomerang                        | 1985  | 45 tours Boomerang                | Boris Bergman                            | Roland Bocquet - Pierre Ives    | Bande originale du film Blessure de Michel Gérard                                                            |
| Bourgeois (Les)                  | 2007  | Pagny chante Brel                 | Jacques Brel                             | Jean Cortinovis                 | interprète original : Jacques Brel                                                                           |
| Bruxelles                        | 2008  | De part et d'autre (DVD)          | Jacques Brel                             | Gérard Jouannest - Jacques Brel | en public (restée inédite en CD jusqu'à la parution de Panoramas en 2014) interprète original : Jacques Brel |

## C
| Titre                               | Année | Première parution                     | Paroles                                                 | Musique                                                                  | Note |
| ----------------------------------- | ----- | ------------------------------------- | ------------------------------------------------------- | ------------------------------------------------------------------------ | --- |
| Ça change un homme                  | 2006  | Abracadabra                           | Christophe Miossec                                      | Daran                                                                    | |
| Ça fait des nuits                   | 1990  | Merci                                 | Florent Pagny                                           | Florent Pagny                                                            | |
| Ça va vite                          | 1989  | Single Laissez nous respirer'         | Florent Pagny                                           | Kamil Rustam - Jean-Yves D'Angelo - Manu Katché                          | |
| Canción del pescado (La)            | 2009  | C'est comme ça                        | Jorge Villamizar                                        | Pilar Quiroga                                                            | |
| Caruso                              | 1995  | Bienvenue chez moi                    | Lucio Dalla                                             | Lucio Dalla                                                              | interprète original : Lucio Dalla |
| Celui qui a dit non                 | 1999  | Single Celui qui a dit non            | Philippe Labro                                          | Patrick Becker                                                           | extrait du spectacle Celui qui a dit non de Robert Hossein                                                                                   |
| Ces gens-là                         | 2007  | Pagny chante Brel                     | Jacques Brel                                            | Jacques Brel                                                             | interprète original : Jacques Brel |
| C'est ça la France                  | 2018  | Tout simplement                       | Marc Lavoine                                            | Jean-Claude Arnault                                                      | interprète original : Marc Lavoine |
| C'est comme ça                      | 2009  | C'est comme ça                        | Raul Paz                                                | Raul Paz                                                                 | |
| C'est le soir que je pense ma vie   | 2010  | Tout et son contraire                 | Jérôme Attal - Emmanuelle Cosso-Merad                   | William Rousseau - Jean-Pierre Pilot                                     | |
| C'est peut-être                     | 2017  | Le Présent d'abord                    | Slimane Nebchi - Jim Bauer                              | Slimane Nebchi - Jim Bauer - Yaacov Salah - Meïr Salah - Jules Jaconelli | |
| C'est ta route                      | 2019  | Aime la vie                           | Mathias Giunta                                          | Manu Martin                                                              | en duo avec Anne Sila |
| Chacun est un cas                   | 2010  | Tout et son contraire                 | Alain Lanty                                             | Alain Lanty                                                              | |
| Chanson de Jacky (La)               | 2007  | Pagny chante Brel                     | Jacques Brel                                            | Gérard Jouannest                                                         | interprète original : Jacques Brel |
| Chanson des vieux amants (La)       | 2007  | Pagny chante Brel                     | Jacques Brel                                            | Gérard Jouannest - Jacques Brel                                          | interprète original : Jacques Brel |
| Chanson du prince charmant débutant | 1997  | Émilie Jolie                          | Philippe Chatel                                         | Philippe Chatel                                                          | interprète original : Philippe Chatel |
| Chanter                             | 1997  | Savoir aimer                          | Lionel Florence                                         | Pascal Obispo                                                            | réenregistrée en 2001 avec Isabelle Boulay pour l'album 2                                                                                    |
| Chanter pour ceux                   | 2018  | Tout simplement                       | Michel Berger                                           | Michel Berger                                                            | interprète original : Michel Berger (sous le titre Chanter pour ceux qui sont loin de chez eux)                                              |
| Châtelet les Halles                 | 2000  | Châtelet les Halles                   | Lionel Florence                                         | Calogero Bros                                                            | réenregistrée en 2001 avec Calogero pour l'album 2                                                                                           |
| Chère amie (Toutes mes excuses)     | 1999  | RéCréation                            | Marc Lavoine                                            | Fabrice Aboulker                                                         | interprète original : Marc Lavoine |
| Clandestino                         | 2012  | Baryton. Gracias a la vida            | Manu Chao                                               | Manu Chao                                                                | interprète original : Manu Chao |
| Combien ça va                       | 1997  | Savoir aimer                          | Zazie                                                   | Zazie                                                                    | |
| Combien de gens                     | 2013  | Vieillir avec toi                     | Marc Lavoine                                            | Calogero                                                                 | |
| Comme avant                         | 2021  | L'Avenir                              | Marie Bastide                                           | Calogero                                                                 | |
| Comme de l'eau                      | 1994  | Rester vrai                           | Florent Pagny                                           | Florent Pagny                                                            | |
| Comme d'habitude                    | 1989  | Single Comme d'habitude               | Gilles Thibaut - Claude François                        | Jacques Revaux                                                           | interprète original : Claude François |
| Comme l'eau se souvient             | 2006  | Abracadabra                           | Gérard Manset                                           | Raphaël Haroche                                                          | |
| Comment je saurai                   | 2000  | Châtelet les Halles                   | Didier Golemanas                                        | Richard Seff                                                             | |
| Compter les bisons                  | 2008  | De part et d'autre                    | Pierre Jouishomme - Didier Cristini - Jean-Michel Borne | Pierre Jouishomme - Didier Cristini - Jean-Michel Borne                  | interprète original : Cristini |
| Con te partirò                      | 2001  | 2                                     | Lucio Quarantotto                                       | Francesco Sartori                                                        | interprète original : Andrea Bocelli réenregistrée en 2005 avec Patricia Petibon pour l'album Baryton - L'intégrale du spectacle (en public) |
| Condoléances                        | 2013  | Vieillir avec toi                     | Lionel Florence                                         | Calogero                                                                 | |
| Cul de Lucette (Le)                 | 2011  | Ma liberté de chanter - Live acoustic | Pierre Perret                                           | Pierre Perret                                                            | interprète original : Pierre Perret (en public)                                                                                              |

## D
| Titre                     | Année | Première parution                                 | Paroles                                                  | Musique                                                  | Note |
| ------------------------- | ----- | ------------------------------------------------- | -------------------------------------------------------- | -------------------------------------------------------- | --- |
| Dans la maison vide       | 2014  | Panoramas                                         | Jean-Loup Dabadie                                        | Olivier Toussaint - Paul de Senneville                   | en duo avec Zazie pour l'émission Taratata interprète original : Michel Polnareff (restée inédite en CD jusqu'en 2014) |
| Day We Made God Cry (The) | 2004  | Baryton                                           | Francesco De Benedittis - Davide Esposito - Paul Manners | Francesco De Benedittis - Davide Esposito - Paul Manners | réenregistrée en 2005, en duo avec Patricia Petibon pour l'album Baryton - L'intégrale du spectacle (en public)        |
| De part et d'autre        | 2008  | De part et d'autre                                | Marie-Laure Douce                                        | Rémi Lacroix                                             | |
| Decirle adiós al adiós    | 2009  | C'est comme ça                                    | Jorge Guevara                                            | Juan Carlos Pérez Soto                                   | |
| Demandez à mon cheval     | 2003  | Ailleurs land                                     | Pierre-Yves Lebert                                       | Asdorve - Pascal Obispo                                  | |
| Dernier Repas (Le)        | 2007  | Pagny chante Brel                                 | Jacques Brel                                             | Jacques Brel                                             | interprète original : Jacques Brel                                                                                     |
| Désolé                    | 2006  | Abracadabra                                       | Pierre Grillet                                           | Fabien Cahen - Ian Aledji                                | suivi du lien musical Linkeur (Daran- Erik Fostinelli)                                                                 |
| Dessine                   | 2017  | Le Présent d'abord                                | Nazim Khaled                                             | Raphaël Koua - Karim Deneyer - Nazim Khaled              | |
| Día que me quieras (El)   | 2012  | Baryton. Gracias a la vida                        | Alfredo Le Pera                                          | Carlos Gardel                                            | interprète original : Carlos Gardel                                                                                    |
| Dix choses                | 2000  | Châtelet les Halles                               | Marc Estève                                              | Art Mengo                                                | |
| Djobi djoba               | 2012  | Chico & The Gypsies… & Friends                    | Gipsy Kings - Los Reyes                                  | Gipsy Kings - Los Reyes                                  | avec Chico and the Gypsies interprète original : Gipsy Kings                                                           |
| Dónde están               | 2016  | Habana                                            | Raul Paz                                                 | Raul Paz                                                 | en duo avec Raul Paz                                                                                                   |
| Dónde va la vida          | 2016  | Habana                                            | Raul Paz                                                 | Raul Paz                                                 | |
| Donna è mobile (La)       | 1998  | Pavarotti and friends for the Children of Liberia | Francesco Maria Piave                                    | Giuseppe Verdi - Martin Chusid                           | extrait de Rigoletto, en duo avec Luciano Pavarotti réenregistrée en solo en 2004 pour l'album Baryton                 |
| Dors                      | 1997  | Savoir aimer                                      | Erick Benzi                                              | Erick Benzi                                              | |
| Du bruit avec ma bouche   | 2019  | Aime la vie (réédition)                           | Pierre-Yves Lebert                                       | Daran                                                    | |
| Duele                     | 2009  | C'est comme ça                                    | Julio Reyes Copello - Juan Pablo Vega                    | Julio Reyes Copello - Juan Pablo Vega                    | |
| D'un amour, l'autre       | 1997  | Savoir aimer                                      | Patrice Guirao                                           | Art Mengo                                                | réenregistrée en 2002 avec Philippe Kelly et Marc Beacco pour l'album Akapela                                          |

## E
| Titre                   | Année | Première parution          | Paroles                               | Musique                                     | Note |
| ----------------------- | ----- | -------------------------- | ------------------------------------- | ------------------------------------------- | --- |
| E lucean le stelle      | 2004  | Baryton                    | Luigi Illica - Giuseppe Giacosa       | Giacomo Puccini                             | extrait de la Tosca |
| Eau (L')                | 2001  | 2                          | Alana Filippi                         | Daran                                       | en duo avec Daran interprète original : Daran |
| Économie est une déesse | 1992  | Réaliste                   | Florent Pagny                         | Jean-Yves D'Angelo - David Rhodes           | |
| Elle dit                | 1992  | Réaliste                   | Florent Pagny                         | David Rhodes                                | |
| Emergency               | 1990  | Merci                      | Florent Pagny                         | Robert Nevil - Diane Warren - Patrick Walsh | |
| Emmenez-moi             | 2005  | Bon anniversaire Charles ! | Charles Aznavour                      | Georges Garvarentz                          | en duo avec Charles Aznavour interprète original : Charles Aznavour                                                                                         |
| Emmerdes (Les)          | 2001  | 2                          | Charles Aznavour                      | Charles Aznavour                            | en duo avec Patrick Bruel interprète original : Charles Aznavour                                                                                            |
| Encore                  | 2016  | Habana                     | Raul Paz                              | Raul Paz                                    | |
| Encore                  | 2022  | L'École de la vie          | Vianney - Renaud Rebillaud            | Renaud Rebillaud                            | en duo avec Kendji Girac |
| En la vida              | 2009  | C'est comme ça             | Fernando Osorio                       | Nelson Cano                                 | |
| Entre mes lignes        | 2017  | Le Présent d'abord         | Nino Pop - Christian Vié              | Nino Pop - Mowlo                            | |
| Envers et contre moi    | 2006  | Abracadabra                | Philippe Hébrard                      | Rodrigue Janois - Yvan Tarlay               | suivi du lien musical Linkennio (Daran- Erik Fostinelli) |
| Envie (L')              | 1998  | Florent Pagny en concert   | Jean-Jacques Goldman                  | Jean-Jacques Goldman                        | en public interprète original : Johnny Hallyday |
| Envole-moi              | 2019  | Le Monde des Enfoirés      | Jean-Jacques Goldman                  | Jean-Jacques Goldman                        | avec Jean-Louis Aubert, Jean-Baptiste Maunier et Patrick Bruel (en public) interprète original : Jean-Jacques Goldman                                       |
| Est-ce que tu me suis ? | 1994  | Rester vrai                | Sam Brewski                           | Sam Brewski                                 | |
| Et maintenant           | 2001  | 2                          | Pierre Delanoë                        | Gilbert Bécaud                              | en duo Lara Fabian réengistrée en solo en 2011 pour l'album Ma liberté de chanter - Live acoustic (en public) interprète original : Gilbert Bécaud          |
| Et qui sait             | 1992  | Réaliste                   | Jean-Baptiste Brimont - Florent Pagny | Franck Langolff                             | |
| Et un jour, une femme   | 2000  | Châtelet les Halles        | Lionel Florence                       | Pascal Obispo                               | réenregistrée en duo avec Pascal Obispo en 2011 pour l'album Millésime Live 00/01 (en public) réenregistrée en duo avec Marc Lavoine en 2011 pour l'album 2 |

## F
| Titre                  | Année | Première parution           | Paroles                       | Musique                         | Note |
| ---------------------- | ----- | --------------------------- | ----------------------------- | ------------------------------- | --- |
| Falta el ruido         | 2016  | Habana                      | Raul Paz                      | Raul Paz                        | |
| Fanette (La)           | 2007  | Pagny chante Brel           | Jacques Brel                  | Jacques Brel                    | interprète original : Jacques Brel                                                                            |
| Fernand                | 2008  | De part et d'autre (DVD)    | Jacques Brel                  | Gérard Jouannest - Jacques Brel | en public (restée inédite en CD jusqu'à la parution de Panoramas, en 2014) interprète original : Jacques Brel |
| Feu à la peau (Le)     | 2003  | Ailleurs land               | Brice Homs                    | Daniel Lavoie                   | |
| Final                  | 2011  | Ma liberté de chanter (DVD) | Roger Dumas - Guy Bontempelli | Jack Arel                       | existe uniquement en vidéo, extrait de Télé folies tous en chaînes (1982)                                     |
| Finche' pace non avro' | 2004  | Baryton                     | Francesco De Benedittis       | Davide Esposito                 | |
| Folie d'un ange (La)   | 2003  | Ailleurs land               | Alana Filippi                 | Daran                           | |

## G
| Titre                  | Année | Première parution                  | Paroles                | Musique                | Note |
| ---------------------- | ----- | ---------------------------------- | ---------------------- | ---------------------- | --- |
| Gaby oh Gaby           | 2014  | Vieillir ensemble - Le live        | Boris Bergman          | Alain Bashung          | en public interprète original : Alain Bashung |
| Gandhi                 | 2017  | Le Présent d'abord                 | Lionel Florence        | Sam Stoner             | |
| Garçons                | 2019  | Aime la vie                        | Mathias Giunta         | Manu Martin            | en duo avec Jean Reno |
| Gens formidables (Des) | 2018  | Tout simplement                    | Francis Cabrel         | Francis Cabrel         | interprète original : Francis Cabrel |
| Glitter and be gay     | 2005  | Baryton - L'intégrale du spectacle | Richard Purdy Wilbur   | Leonard Bernstein      | extrait de Candide interprète original : Mary Costa |
| Gracias a la vida      | 2012  | Baryton. Gracias a la vida         | Violeta Parra Sandoval | Violeta Parra Sandoval | interprète original : Violeta Parra |
| Guérir                 | 2003  | Ailleurs land                      | Lionel Florence        | Daran                  | |
| Guide Me Home          | 2004  | Baryton                            | Mike Moran             | Freddie Mercury        | en duo avec Patricia Petibon réenregistrée en solo en 2011 pour l'album Ma liberté de chanter - Live acoustic (en public) interprète original : Freddie Mercury |

## H
| Titre                    | Année | Première parution                     | Paroles                           | Musique                                               | Note                                                            |
| ------------------------ | ----- | ------------------------------------- | --------------------------------- | ----------------------------------------------------- | --------------------------------------------------------------- |
| Habana                   | 2016  | Habana                                | Raul Paz                          | Raul Paz                                              |                                                                 |
| Heures hindoues          | 1999  | RéCréation                            | Étienne Daho                      | David Munday                                          | interprète original : Étienne Daho                              |
| Heureux de vivre         | 1990  | Merci                                 | Florent Pagny                     | Marc Meunier                                          |                                                                 |
| Homme à la moto (L')     | 2003  | L'Hymne à la Môme                     | Jerry Leiber (Adapt. Jean Dréjac) | Mike Stoller                                          | interprète original : Édith Piaf                                |
| Homme et une femme (Un)  | 2018  | Tout simplement                       | Pierre Barouh                     | Francis Lai                                           | interprètes originaux : Pierre Barouh et Nicole Croisille       |
| Homme heureux (Un)       | 2014  | Kiss & Love                           | William Sheller                   | William Sheller                                       | en duo avec Patrick Bruel interprète original : William Sheller |
| Hommes qui doutent (Les) | 1994  | Rester vrai                           | Jacques Veneruso                  | Canada                                                |                                                                 |
| Hygiaphone               | 1999  | RéCréation                            | Jean-Louis Aubert                 | Louis Bertignac - Richard Kolinka - Corine Marienneau | interprète original : Téléphone                                 |
| Hymne à l'amour (L')     | 2011  | Ma liberté de chanter - Live acoustic | Édith Piaf                        | Marguerite Monnot                                     | en public interprète original : Édith Piaf                      |

## I
| Titre                   | Année | Première parution  | Paroles         | Musique                                  | Note                                       |
| ----------------------- | ----- | ------------------ | --------------- | ---------------------------------------- | ------------------------------------------ |
| Idéal (L')              | 2021  | L'Avenir           | Bruno Guglielmi | Calogero                                 |                                            |
| I Don't Know            | 1995  | Bienvenue chez moi | Noa             | Noa                                      | en duo avec Noa interprète originale : Noa |
| Il faut tourner la page | 2018  | Tout simplement    | Claude Nougaro  | Philippe Carrel                          | interprète original : Claude Nougaro       |
| Il voyage en solitaire  | 1999  | RéCréation         | Gérard Manset   | Gérard Manset                            | interprète original : Gérard Manset        |
| Immense                 | 2017  | Le Présent d'abord | Chad Boccara    | Yaacov Salah - Meïr Salah - Chad Boccara |                                            |
| Immobiles               | 2019  | Aime la vie        | Mathias Giunta  | Manu Martin                              |                                            |
| Instinct (L')           | 2021  | L'Avenir           | Bruno Guglielmi | Gioacchino Maurici                       |                                            |
| Io le canto per te      | 2004  | Baryton            | Giuseppe Giunta | Calogero                                 |                                            |

## J
| Titre                        | Année | Première parution                     | Paroles                                          | Musique                                                               | Note |
| ---------------------------- | ----- | ------------------------------------- | ------------------------------------------------ | --------------------------------------------------------------------- | --- |
| J'ai arrêté de rêver         | 2010  | Tout et son contraire                 | Élodie Hesme                                     | John Mamann                                                           | |
| J'ai beau vouloir            | 2006  | Abracadabra                           | Emmanuelle Cosso                                 | Daran                                                                 | |
| J'ai tort                    | 2010  | Tout et son contraire                 | Grégoire Boissenot                               | Grégoire Boissenot                                                    | |
| Jamais                       | 1994  | Rester vrai                           | Gildas Arzel                                     | Canada                                                                | en duo avec Johnny Hallyday                                                                                  |
| Javanaise (La)               | 2011  | Ma liberté de chanter - Live acoustic | Serge Gainsbourg                                 | Serge Gainsbourg                                                      | interprète original : Serge Gainsbourg                                                                       |
| Jazz et la java (Le)         | 2011  | Ma liberté de chanter - Live acoustic | Claude Nougaro                                   | Jacques Datin                                                         | en public interprète original : Claude Nougaro                                                               |
| Je chante                    | 2011  | Ma liberté de chanter - Live acoustic | Paul Misraki                                     | Charles Trenet                                                        | interprète original : Charles Trenet                                                                         |
| Je connais personne          | 2017  | Le Présent d'abord                    | Thomas Laroche                                   | Dany Synthé - Benoît Leclercq - Julien Joris - Thomas Laroche         | |
| Je laisse le temps faire     | 2010  | Tout et son contraire                 | Lionel Florence                                  | Pascal Obispo                                                         | en duo avec Pascal Obispo                                                                                    |
| Je parle même pas d'amour    | 2003  | Ailleurs land                         | Pierre Grillet                                   | Alain Lanty                                                           | |
| Je resterai là               | 1987  | Single N'importe quoi                 | Florent Pagny                                    | Kamil Rustam - Jean-Yves D'Angelo - Manu Katché                       | |
| Je suis                      | 2006  | Abracadabra                           | Emmanuelle Cosso                                 | Rodrigue Janois - William Rousseau                                    | suivi du lien musical Linkembe (Daran- Erik Fostinelli)                                                      |
| Je t'appartiens              | 2011  | Ma liberté de chanter (DVD)           | Pierre Delanoë                                   | Gilbert Bécaud                                                        | existe uniquement en vidéo, extrait de Taratata (1993) interprète original : Gilbert Bécaud                  |
| Je trace                     | 2003  | Ailleurs land                         | Lionel Florence                                  | Calogero - Gioacchino Maurici                                         | |
| Je veux en voir encore       | 2017  | Le Présent d'abord                    | Thomas Laroche - Antoine Essertier               | Thomas Laroche - Dany Synthé - Antoine Essertier - Christopher Ghenda | |
| J'irai quand même            | 1994  | Rester vrai                           | Florent Pagny                                    | Jacques Veneruso - Erick Benzi                                        | réenregistré en duo en 2006 avec Jean-Jacques Milteau pour l'album Merci d'être venu de Jean-Jacques Milteau |
| Jolie Môme                   | 1999  | RéCréation                            | Léo Ferré                                        | Léo Ferré                                                             | interprète original : Léo Ferré                                                                              |
| J'oublierai ton nom          | 1999  | RéCréation                            | Jean-Jacques Goldman - Michael Jones             | Jean-Jacques Goldman                                                  | en duo avec Ginie Line interprètes originaux : Johnny Hallyday et Carmel                                     |
| J'te jure                    | 1990  | Merci                                 | Florent Pagny                                    | Jean-Yves D'Angelo - Kamil Rustam                                     | |
| Just Show Me How To Love You | 2020  | France                                | Amerigo Cassella (Adapt. Frank Peterson - Laisa) | Dario Baldan Bembo                                                    | en duo avec Sarah Brightman interprètes originaux : Sara Brightman et José Cura                              |
| J'y vais                     | 2020  | Un air de famille                     | Bruno Guglielmi                                  | Patrick Fiori                                                         | en duo avec Patrick Fiori                                                                                    |

## L
| Titre                         | Année | Première parution            | Paroles                     | Musique                                                  | Note                                                                               |
| ----------------------------- | ----- | ---------------------------- | --------------------------- | -------------------------------------------------------- | ---------------------------------------------------------------------------------- |
| Là où je t'emmènerai          | 2006  | Abracadabra                  | Valérie Véga                | Daran                                                    |                                                                                    |
| Là-bas                        | 2001  | 2                            | Jean-Jacques Goldman        | Jean-Jacques Goldman                                     | en duo avec Natasha St-Pier interprètes originaux : Jean-Jacques Goldman et Sirima |
| Laissez-nous respirer         | 1989  | Single Laissez nous respirer | Florent Pagny               | Florent Pagny                                            |                                                                                    |
| Larmes de sang (Des)          | 2009  | Louder                       | Big Ali - Yolande Epinette  | Ibrahima Camara - Christophe Battery - Abdelkader Daroul | en duo avec Big Ali                                                                |
| Légende de Carlos Gardel (La) | 2000  | Châtelet les Halles          | Éric Chemouny               | David Hallyday                                           |                                                                                    |
| Loin                          | 1994  | Rester vrai                  | Florent Pagny - Sam Brewski | Sam Brewski                                              |                                                                                    |
| Loin de toi                   | 1997  | Savoir aimer                 | Jacques Veneruso            | Jacques Veneruso                                         |                                                                                    |

## M
| Titre                          | Année | Première parution                    | Paroles                           | Musique                                        | Note |
| ------------------------------ | ----- | ------------------------------------ | --------------------------------- | ---------------------------------------------- | --- |
| Ma liberté de penser           | 2003  | Ailleurs land                        | Lionel Florence                   | Pascal Obispo                                  | |
| Ma solitude                    | 2018  | Tout simplement                      | Georges Moustaki                  | Georges Moustaki                               | interprète original : Georges Moustaki |
| Ma vie de mort                 | 1992  | Réaliste                             | Florent Pagny                     | Jean-Yves D'Angelo - Patrick Dupont            | |
| Madeleine                      | 2008  | De part et d'autre (DVD)             | Jacques Brel                      | Jacques Brel - Jean Corti - Gérard Jouannest   | en public (restée inédite en CD jusqu'à la parution de Panoramas, en 2014) interprète original : Jacques Brel                              |
| Mais où s'en va la vie         | 2016  | Habana                               | Emmanuelle Cosso-Merad - Raul Paz | Raul Paz                                       | version franco-espagnole de Dónde va la vida                                                                                               |
| Mal de vivre (Le)              | 2018  | Tout simplement                      | Barbara                           | Barbara                                        | interprète originale : Barbara |
| Maria                          | 2004  | Baryton                              | Stephen Sondheim                  | Leonard Bernstein                              | interprète original : Larry Kert, extrait de la comédie musicale West Side Story de Leonard Bernstein, Stephen Sondheim et Arthur Laurents |
| Mathilde                       | 2007  | Pagny chante Brel                    | Jacques Brel                      | Gérard Jouannest                               | interprète original : Jacques Brel |
| Me siento bien                 | 2009  | C'est comme ça                       | Raul Paz                          | Raul Paz                                       | |
| Mer (La)                       | 2011  | Ma liberté de chanter (DVD)          | Charles Trenet                    | Léo Chauliac                                   | existe uniquement en vidéo, extrait de Sacrée Soirée (1990) interprète original : Charles Trenet                                           |
| Merci                          | 1990  | Merci                                | Florent Pagny                     | Florent Pagny                                  | |
| Mistral gagnant                | 2018  | Tout simplement                      | Renaud Séchan                     | Renaud Séchan                                  | interprète original : Renaud |
| Mon amour oublie que je l'aime | 2003  | Ailleurs land                        | Jérôme Attal                      | Daran                                          | |
| Mon pote le gitan              | 2011  | Ma liberté de chanter (DVD)          | Jacques Vérières                  | Marc Heyral                                    | existe uniquement en vidéo, extrait de Champs-Élysées (1989)                                                                               |
| Mot de Prévert (Un)            | 2000  | Châtelet les Halles                  | Lionel Florence                   | Pierre Marie - Philippe Falcao - Éric Melville | |
| Mourir d'aimer                 | 2019  | Le Monde des Enfoirés                | Charles Aznavour                  | Charles Aznavour                               | avec Claudio Capéo, Bénabar et Slimane (en public) interprète original : Charles Aznavour                                                  |
| Mourir les yeux ouverts        | 1997  | Savoir aimer                         | Didier Golemanas                  | Pascal Obispo                                  | |
| Mur (Le)                       | 2006  | Abracadabra                          | Pierre-Yves Lebert                | Daran                                          | précédé du lien musical Indiandeb (Daran - Erik Fostinelli)                                                                                |
| Murs porteurs (Les)            | 2013  | Vieillir avec toi                    | Christophe Cirillo                | Calogero                                       | |
| Musique que j'aime (La)        | 2000  | 100 % Johnny : Live à la tour Eiffel | Michel Mallory                    | Johnny Hallyday                                | en duo avec Johnny Hallyday interprète original : Johnny Hallyday                                                                          |

## N
| Ne me quitte pas    | 2007 | Pagny chante Brel           | Jacques Brel                       | Jacques Brel     | interprète original : Jacques Brel                                                                              |
| Nessun dorma        | 2004 | Baryton                     | Giuseppe Adami - Renato Simoni     | Giacomo Puccini  | extrait de l'opéra Turandot de Giacomo Puccini                                                                  |
| N'importe quoi      | 1987 | Single N'importe quoi       | Florent Pagny - Marion Vernoux     | Florent Pagny    | |
| Noir et blanc       | 2019 | Aime la vie                 | Pierre Riess                       | Alain Lanty      | |
| No pasa nada        | 2009 | C'est comme ça              | Cristian Zalles                    | Alejandra Guzmán | en duo avec Chenoa                                                                                              |
| Nos vies parallèles | 2015 | Toujours un ailleurs        | Thierry Surgeon - Frédéric Chateau | Frédéric Chateau | en duo avec Anggun                                                                                              |
| Nouveaux Rêves(Les) | 2021 | L'Avenir                    | Paul École                         | Calogero         | avec la participation de Barbara Pravi (voix parlée)                                                            |
| No Woman, No Cry    | 2011 | Ma liberté de chanter (DVD) | Vincent Ford                       | Vincent Ford     | en duo avec Yannick Noah existe uniquement en vidéo, extrait de Tip top (2006) interprète original : Bob Marley |
| Nube blanca (Una)   | 2004 | Baryton                     | Lluís Llach                        | Lluís Llach      | interprète original : Lluís Llach                                                                               |

## O
| Titre                           | Année | Première parution         | Paroles                         | Musique                           | Note |
| ------------------------------- | ----- | ------------------------- | ------------------------------- | --------------------------------- | --- |
| Oh Happy Day                    | 1994  | Les Enfoirés au Grand Rex | Edwin Hawkins                   | Edwin Hawkins                     | avec Carole Fredericks et les Chérubins de Sarcelles (en public) interprète original : Edwin Hawkins Singers réenregistrée en 1996 avec les Chérubins de Sarcelles |
| Ombres (Les)                    | 2000  | Châtelet les Halles       | Éric Chemouny                   | David Hallyday                    | |
| On est juste de passage         | 1990  | Merci                     | Florent Pagny                   | Jean-Yves D'Angelo - Kamil Rustam | |
| On n'oublie pas d'où l'on vient | 2001  | 2                         | Marie-Jo Zarb - Lionel Florence | Pascal Obispo                     | en duo avec Pascal Obispo |
| On sera là                      | 2013  | Vieillir avec toi         | Marie Bastide                   | Calogero                          | |
| Orly                            | 2007  | Pagny chante Brel         | Jacques Brel                    | Jacques Brel                      | interprète original : Jacques Brel |

## P
| Titre                                        | Année | Première parution                               | Paroles                                         | Musique                                          | Note |
| -------------------------------------------- | ----- | ----------------------------------------------- | ----------------------------------------------- | ------------------------------------------------ | --- |
| Paix (La)                                    | 2010  | Tout et son contraire                           | Grégoire Boissenot                              | Grégoire Boissenot                               | |
| Parfums de sa vie (Les) (Je l'ai tant aimée) | 1999  | RéCréation                                      | Patrice Guirao                                  | Art Mengo                                        | interprète original : Art Mengo                                                                                               |
| Paris au mois d'août                         | 2008  | Charles Aznavour et ses amis au palais Garnier  | Charles Aznavour                                | Georges Garvarentz                               | en duo avec Charles Aznavour (en public) interprète original : Charles Aznavour                                               |
| Parle                                        | 2013  | Vieillir avec toi                               | Marie Bastide                                   | Calogero                                         | |
| Pars                                         | 1999  | RéCréation                                      | Jacques Higelin                                 | Jacques Higelin                                  | interprète original : Jacques Higelin                                                                                         |
| Partir                                       | 1999  | RéCréation                                      | Jean-Loup Dabadie                               | Julien Clerc                                     | interprète original : Julien Clerc                                                                                            |
| Pas de boogie woogie                         | 2001  | 2                                               | Layng Martine Jr (Adapt. Claude Moine)          | Layng Martine Jr                                 | en duo avec Eddy Mitchell interprète original : Eddy Mitchell                                                                 |
| Passerelles (Les)                            | 2021  | L'Avenir                                        | Paul École                                      | Calogero - Julien Clerc                          | |
| Paupières mi-closes                          | 1992  | Réaliste                                        | Florent Pagny                                   | Jean-Jacques Lemoine                             | en duo avec Viktor Lazlo |
| Pénitencier (Le)                             | 1998  | Stade de France 98 Johnny allume le feu         | Alan Price (Adapt. Hugues Aufray - Vline Buggy) | Alan Price                                       | en duo avec Johnny Hallyday interprète original : Johnny Hallyday                                                             |
| Pense à moi                                  | 2003  | Parc des Princes 2003 (en bonus du coffret DVD) | Didier Golemanas                                | Rick Allison                                     | en duo avec Johnny Hallyday existe uniquement en vidéo interprète original : Johnny Hallyday                                  |
| Petit Papa Noël                              | 2000  | Noël ensemble                                   | Raymond Vincy                                   | Henri Martinet                                   | interprète original : Tino Rossi                                                                                              |
| Piensa en mi                                 | 2012  | Baryton. Gracias a la vida                      | Tuvim Abe                                       | Agustín Lara                                     | interprète original : Luz Casal                                                                                               |
| Place pour moi (Une)                         | 1997  | Savoir aimer                                    | Jean-Jacques Goldman                            | J. Kapler - Erick Benzi                          | |
| Plat pays (Le)                               | 2008  | De part et d'autre (DVD)                        | Jacques Brel                                    | Jacques Brel                                     | en public (restée inédite en CD jusqu'à la parution de Panoramas, en 2014) interprète original : Jacques Brel,                |
| Play-boys (Les)                              | 1995  | Les Enfoirés à l'Opéra-Comique                  | Jacques Lanzmann                                | Jacques Dutronc                                  | avec Pierre Palmade, Patrick Bruel, Laurent Voulzy, Alain Souchon et Renaud (en public) interprète original : Jacques Dutronc |
| Plus ta voix                                 | 2021  | L'Avenir                                        | Carla Bruni                                     | Calogero                                         | |
| Poupée qui fait non (La)                     | 2001  | 2                                               | Frank Gérald                                    | Michel Polnareff                                 | en duo avec Kad interprète original : Michel Polnareff                                                                        |
| Pour la vie                                  | 1990  | Merci                                           | Florent Pagny                                   | Florent Pagny                                    | |
| Pour la vie                                  | 2014  | Live 2014                                       | Gérard Presgurvic                               | Gérard Presgurvic                                | en duo avec Patrick Bruel (en public) interprète original : Patrick Bruel                                                     |
| Pour les gens du secours                     | 2020  | Single Pour les gens du secours                 | Marc Lavoine                                    | Pascal Obispo                                    | en trio avec Marc Lavoine et Pascal Obispo                                                                                    |
| Prends ton temps                             | 1990  | Merci                                           | Florent Pagny                                   | Franck Langolff                                  | |
| Présent d'abord (Le)                         | 2017  | Le Présent d'abord                              | Lionel Florence                                 | Maître Gims                                      | |
| Presse qui roule                             | 1990  | Merci                                           | Florent Pagny                                   | Florent Pagny                                    | |
| Prochain amour (Le)                          | 2008  | De part et d'autre (DVD)                        | Jacques Brel                                    | Gérard Jouannest                                 | enregistrée en public (restée inédite en CD jusqu'à la parution de Panoramas, en 2014) interprète original : Jacques Brel     |
| Protection                                   | 1997  | Savoir aimer                                    | Peter Kingsbery                                 | Dimitri Tikovoï - Boris Jardel - Peter Kingsbery | |
| Proud Mary                                   | 1991  | Single Prends ton temps                         | John Fogerty                                    | John Fogerty                                     | interprète original : Creedence Clearwater Revival                                                                            |

## Q
| Titre                         | Année | Première parution          | Paroles                                           | Musique                           | Note |
| ----------------------------- | ----- | -------------------------- | ------------------------------------------------- | --------------------------------- | --- |
| Quand elle rentrera           | 2021  | L'Avenir                   | Barbara Pravi                                     | Calogero                          | |
| Quand j'étais chanteur        | 1999  | RéCréation                 | Ralph Bernet - Michel Delpech - Jean-Michel Rivat | Roland Vincent                    | interprète original : Michel Delpech                                                                          |
| Quand j'serai K.O.            | 2018  | Tout simplement            | Alain Souchon                                     | Alain Souchon                     | interprète original : Alain Souchon                                                                           |
| Quand maman reviendra         | 2008  | De part et d'autre (DVD)   | Jacques Brel                                      | François Rauber                   | en public (restée inédite en CD jusqu'à la parution de Panoramas, en 2014) interprète original : Jacques Brel |
| Quand on est seul en décembre | 2013  | Vieillir avec toi          | Emmanuelle Cosso                                  | Calogero                          | |
| Quand on n'a que l'amour      | 2008  | De part et d'autre (DVD)   | Jacques Brel                                      | Jacques Brel                      | en public (restée inédite en CD jusqu'à la parution de Panoramas, en 2014) interprète original : Jacques Brel |
| Que nadie sepa mi sufrir      | 2009  | C'est comme ça             | Enrique Dizeo (Adapt. française Michel Rivgauche) | Ángel Cabral                      | reprise de la chanson argentine popularisée par Édith Piaf, sous le titre La Foule                            |
| Quelque chose de Tennessee    | 1995  | Duos Taratata              | Michel Berger                                     | Michel Berger                     | en duo avec Johnny Hallyday, pour l'émission Taratata (en public) interprète original : Johnny Hallyday       |
| Quelques mots                 | 2000  | Châtelet les Halles        | Jacques Veneruso                                  | Patrick Hampartzoumian            | |
| Qu'est-ce qu'on a fait ?      | 1992  | Réaliste                   | Florent Pagny                                     | Florent Pagny                     | |
| Questions sans réponse        | 1990  | Merci                      | Florent Pagny                                     | Jean-Yves D'Angelo - Kamil Rustam | |
| Quizás                        | 2012  | Baryton. Gracias a la vida | Osvaldo Farrés                                    | Osvaldo Farrés                    | interprète original : Bobby Capó                                                                              |

## R
| Titre                      | Année | Première parution                 | Paroles                               | Musique                             | Note |
| -------------------------- | ----- | --------------------------------- | ------------------------------------- | ----------------------------------- | --- |
| Rafale de vent             | 2019  | Aime la vie                       | Mathias Giunta - Martina Rosso        | Manu Martin                         | |
| Raison d'aimer             | 2019  | Aime la vie                       | Didier Golemanas                      | Flavien Compagnon                   | |
| Rappelle-toi de tes rêves  | 1994  | Rester vrai                       | Florent Pagny                         | Florent Pagny                       | |
| Remparts de Varsovie (Les) | 2008  | De part et d'autre (DVD)          | Jacques Brel                          | Jacques Brel                        | en public (restée inédite en CD jusqu'à la parution de Panoramas, en 2014) interprète original : Jacques Brel |
| Requiem pour un con        | 1999  | RéCréation                        | Serge Gainsbourg                      | Serge Gainsbourg - Michel Colombier | interprète original : Serge Gainsbourg                                                                        |
| Requiem pour un fou        | 2017  | On a tous quelque chose de Johnny | Gilles Thibaut                        | Gérard Layani                       | interprète original : Johnny Hallyday                                                                         |
| Reste chez toi             | 1990  | Merci                             | Florent Pagny                         | Jean-Yves D'Angelo - Kamil Rustam   | |
| Rester vrai                | 1994  | Rester vrai                       | Florent Pagny                         | Florent Pagny                       | |
| Rêve aussi le jour         | 1994  | Rester vrai                       | Bertrand Chatenet                     | Philippe Osman                      | |
| Revenons sur Terre         | 2019  | Aime la vie                       | Emmanuelle Cosso - Pierre-Yves Lebert | Daran                               | |

## S
| Titre                                | Année | Première parution          | Paroles                          | Musique                       | Note                                                                                |
| ------------------------------------ | ----- | -------------------------- | -------------------------------- | ----------------------------- | ----------------------------------------------------------------------------------- |
| Sauf toi                             | 2003  | Ailleurs land              | Frédéric Brun                    | Nicolas Richard               |                                                                                     |
| Savoir aimer                         | 1997  | Savoir aimer               | Lionel Florence                  | Pascal Obispo                 | réenregistrée en 2001, en duo avec Souad Massi pour l'album 2                       |
| Seule journée passée sans elle (Une) | 1999  | RéCréation                 | Michel Jonasz                    | Michel Jonasz                 | interprète original : Michel Jonasz                                                 |
| Si tu n'aimes pas Florent Pagny      | 2010  | Tout et son contraire      | Vincent Baguian                  | Calogero                      |                                                                                     |
| Si tu n'me laisses pas tomber        | 2011  | Duos de mes chansons       | Pierre Delanoë                   | Paul Boussard                 | en duo avec Gérard Lenorman interprète original : Gérard Lenorman                   |
| Si tu veux m'essayer                 | 1994  | Rester vrai                | Sam Brewski                      | Sam Brewski                   |                                                                                     |
| Sierra Cuadrada                      | 1997  | Savoir aimer               | Jacques Veneruso                 | Jacques Veneruso              |                                                                                     |
| Silenzio e pace                      | 2004  | Baryton                    | Giuseppe Giunta                  | Daran                         |                                                                                     |
| Sin despertar                        | 2009  | C'est comme ça             | Julio Reyes Copello              | Jimena Romero                 |                                                                                     |
| Si une chanson                       | 2019  | Aime la vie                | Emmanuelle Cosso                 | Daran                         |                                                                                     |
| Soldat (Le)                          | 2013  | Vieillir avec toi          | Marie Bastide                    | Calogero                      |                                                                                     |
| Soledad (La)                         | 2012  | Baryton. Gracias a la vida | Pepe Raphael                     | Thomas Lauderdale             | interprète original : Pink Martini                                                  |
| Solitude (La)                        | 2000  | Châtelet les Halles        | Gérard Presgurvic                | Gérard Presgurvic             |                                                                                     |
| Sólo le pido a Dios                  | 1997  | Savoir aimer               | León Gieco                       | León Gieco                    | interprète original : Mercedes Sosa                                                 |
| SOS amor                             | 1999  | RéCréation                 | Alain Bashung - Didier Golemanas | Alain Bashung                 | interprète original : Alain Bashung                                                 |
| Souviens-toi                         | 2013  | Vieillir avec toi          | Marie Bastide                    | Calogero - Gioacchino Maurici |                                                                                     |
| Speed                                | 2019  | Le Monde des Enfoirés      | Zazie                            | Édith Fambuena - Zazie        | avec Claire Keim, Patrick Fiori et Jenifer (en public) interprète originale : Zazie |
| Sur mesure                           | 2003  | Ailleurs land              | Sandrine Kiberlain               | Daran                         |                                                                                     |

## T
| Titre                       | Année | Première parution                     | Paroles                                                  | Musique                                                  | Note |
| --------------------------- | ----- | ------------------------------------- | -------------------------------------------------------- | -------------------------------------------------------- | --- |
| Te jeter des fleurs         | 2010  | Tout et son contraire                 | Fabrice Aboulker                                         | Marc Lavoine                                             | |
| Te puedo acompañar          | 2009  | C'est comme ça                        | Diego Torres                                             | Marcelo Wengrowski                                       | en duo avec Diego Torres |
| Temps joue contre nous (Le) | 2000  | Châtelet les Halles                   | Jacques Veneruso                                         | Patrick Hampartzoumian                                   | |
| Terra                       | 2006  | Polyphonies                           | Jean-François Bernardini                                 | Jean-François Bernardini                                 | en duo avec I Muvrini interprète original : I Muvrini Une version antérieure, enregistrée en 1996, lors de l'émission Taratata a été publié pour la première fois en 2014 sur l'intégrale Panoramas |
| Terra Corsa                 | 2022  | Corsu Mezu Mezu 2                     | Michel Mallory                                           | Michel Mallory                                           | avec Patrick Fiori, Patrick Bruel et Jean-Charles Papi interprète original : Michel Mallory |
| Terre                       | 2000  | Châtelet les Halles                   | Jean-Marie Marrier - Benjamin Raffaëlli - Patrick Dupont | Jean-Marie Marrier - Benjamin Raffaëlli - Patrick Dupont | réenregistrée en 2001, en duo avec Axel Bauer pour l'album 2 |
| Toi et moi                  | 2021  | L'Avenir                              | Bruno Guglielmi                                          | Calogero                                                 | |
| Tout et son contraire       | 2010  | Tout et son contraire                 | Emmanuelle Cosso-Merad - Jérôme Attal                    | Daran                                                    | |
| Tout seul ensemble          | 1992  | Réaliste                              | Florent Pagny                                            | Florent Pagny                                            | |
| Tu es libre Man             | 2013  | Ici et ailleurs                       | Kimfu                                                    | Kimfu                                                    | en duo avec Nicoletta |
| Tu es mon autre             | 2019  | Le Monde des Enfoirés                 | Lara Fabian                                              | Éric Vleminckx                                           | avec Zazie, Claire Keim et Christophe Willem (en public) interprètes originales : Lara Fabian et Maurane                                                                                            |
| Tu manques                  | 1999  | RéCréation                            | Jean-Jacques Goldman                                     | Jean-Jacques Goldman                                     | interprètes originaux : Fredericks Goldman Jones |
| Tu te laisses aller         | 2011  | Ma liberté de chanter - Live acoustic | Charles Aznavour                                         | Charles Aznavour                                         | interprète original : Charles Aznavour |
| Tue-moi                     | 1992  | Réaliste                              | Francis Basset                                           | Franck Langolff                                          | |

## V
| Titre                      | Année | Première parution           | Paroles                     | Musique           | Note |
| -------------------------- | ----- | --------------------------- | --------------------------- | ----------------- | --- |
| Vendeurs de larmes         | 1999  | RéCréation                  | Daniel Balavoine            | Daniel Balavoine  | interprète original : Daniel Balavoine                                                                                                |
| Vent d'Orient              | 1994  | Rester vrai                 | Florent Pagny               | Florent Pagny     | |
| Vesoul                     | 2007  | Pagny chante Brel           | Jacques Brel                | Jacques Brel      | interprète original : Jacques Brel |
| Vestido y un amor (Un)     | 2012  | Baryton. Gracias a la vida  | Rodolfo Páez                | Rodolfo Páez      | interprète original : Fito Páez |
| Vieillir avec toi          | 2013  | Vieillir avec toi           | Marie Bastide               | Calogero          | |
| Vie ne m'apprend rien (La) | 2011  | Ma liberté de chanter (DVD) | Daniel Balavoine            | Daniel Balavoine  | existe uniquement en vidéo, extrait de Tip top (1996) Reprise en 2016 sur l'album Balavoine(s) interprète original : Daniel Balavoine |
| Vieux (Les)                | 2007  | Pagny chante Brel           | Jacques Brel                | Gérard Jouannest  | inédite en CD, uniquement disponible sur les plates-formes de téléchargement interprète original : de Jacques Brel,                   |
| Viviré                     | 2016  | Habana                      | Raul Paz                    | Raul Paz          | |
| Vivons la paix             | 2006  | Abracadabra                 | Nat Alhister - Oxmo Puccino | Ben Ricour        | en duo avec Marie-Pascale Giunta, suivi du lien musical Linkslide (Daran- Erik Fostinelli)                                            |
| Voilà c'est fini           | 1999  | RéCréation                  | Jean-Louis Aubert           | Jean-Louis Aubert | interprète original : Jean-Louis Aubert                                                                                               |
| Volo di notte              | 2004  | Baryton                     | Christian Lejalé            | Yvan Cassar       | |
| Volver                     | 2012  | Baryton. Gracias a la vida  | Alfredo Le Pera             | Carlos Gardel     | interprète original : Carlos Gardel                                                                                                   |
| Volver a cantar            | 2016  | Habana                      | Raul Paz                    | Raul Paz          | |
| Voz de bolero              | 2016  | Habana                      | Raul Paz                    | Raul Paz          | |
| Vuelvo al sur              | 2009  | C'est comme ça              | Astor Piazzolla             | Fernando Solanas  | |

## W
| Titre                | Année | Première parution | Paroles         | Musique         | Note                                                   |
| -------------------- | ----- | ----------------- | --------------- | --------------- | ------------------------------------------------------ |
| We Are the Champions | 2001  | 2                 | Freddie Mercury | Freddie Mercury | en duo avec David Hallyday interprète original : Queen |

## Y
| Titre                                | Année | Première parution   | Paroles                          | Musique       | Note                                                                    |
| ------------------------------------ | ----- | ------------------- | -------------------------------- | ------------- | ----------------------------------------------------------------------- |
| Y'a pas un homme qui soit né pour ça | 2000  | Châtelet les Halles | Lionel Florence - Patrice Guirao | Pascal Obispo | réenregistrée en 2004 avec Pascal Obispo et Calogero, pour le Sidaction |

## Z
| Titre  | Année | Première parution        | Paroles      | Musique      | Note |
| ------ | ----- | ------------------------ | ------------ | ------------ | --- |
| Zangra | 2008  | De part et d'autre (DVD) | Jacques Brel | Jacques Brel | en public (restée inédite en CD jusqu'à la parution de Panoramas, en 2014) interprète original : Jacques Brel |

## Sources et Références
Cette liste est basée essentiellement sur 
- la liste des chansons parues sur l'intégrale studio du chanteur, Panoramas ;
- la liste des chansons des albums mentionnés sur cette page ;
- Clément Lagrange, Florent Pagny : L'intégrale : L'histoire de tous ses disques, Vanves, E/P/A, 2024, 235 p. (ISBN 978-2-37671-397-5).